# Marktbrunnen (Darmstadt)
Der Marktbrunnen ist ein Brunnen in Darmstadt.

## Geschichte und Beschreibung

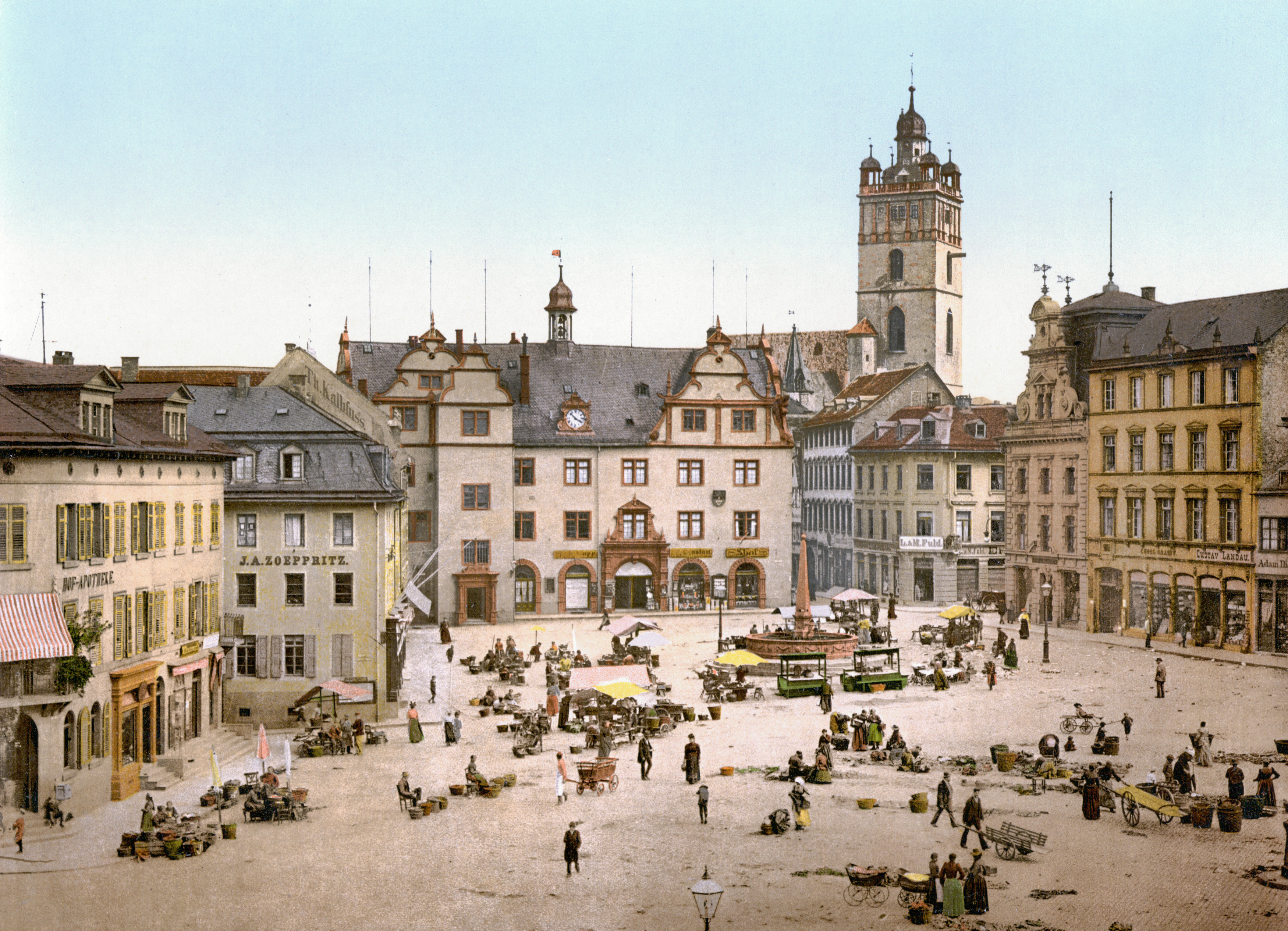
Marktplatz mit Brunnen (um 1900)

Der Marktbrunnen wurde im Jahr 1780 nach Plänen des Bauingenieurs Johann Helfrich von Müller erbaut. Der Bildhauer Duchert und der Steinhauer Schipper aus Heidelberg führten den Bau aus. Der neue Marktbrunnen ersetzte den älteren Brunnen von 1546.
Die klassizistische Brunnenanlage besteht aus einem runden Becken aus rotem Sandstein. Die Brüstung des Beckens enthält verkröpfte Felder mit Blumengehängen und Rosetten. In der Mitte des Brunnens steht auf vier Kugeln ein mit Bandelwerk verzierter Obelisk aus rotem Sandstein.
Im Sockel des Brunnens befindet sich viermal das Monogramm Ludwigs IX.
Gespeist wurde der Brunnen aus der 1546 für den ersten Marktbrunnen angelegten Wasserleitung.
Im Jahre 1808 wurde die Wasserleitung tiefergelegt.
In den 2000er-Jahren wurde der Marktbrunnen saniert.